# Claudia Fährenkemper
Claudia Fährenkemper (geb. 14. Oktober 1959 in Castrop-Rauxel) ist eine deutsche Fotografin und gilt als Vertreterin der Düsseldorfer Photoschule.

## Leben
Claudia Fährenkemper hat von 1979 bis 1984 Kunst- und Geographie für das Lehramt an der PH Neuss/Universität Düsseldorf studiert. 1987 begann sie ihr Studium der Fotografie an der Fachhochschule Köln in der Klasse von Arno Jansen. 1989 wechselte sie an die Kunstakademie Düsseldorf und studierte bis 1996 bei Bernd (und Hilla) Becher und Nan Hoover.
Claudia Fährenkemper lebt in Steinheim/Westf.

## Werk
Neben Wüsten- und Canyonlandschaften in den USA fotografierte Fährenkemper ab 1988 mit einer Großformatkamera zunächst die Landschaft im rheinischen Braunkohlenrevier, bevor sie bis 1993 die gigantischen Fördergeräte (Bagger, Absetzer und Förderbrücken) als Verursacher der Umwandlung der Landschaft in west- und ostdeutschen Braunkohletagebauen fotografierte.
Ab Mitte der 90er Jahre nutzte sie als Künstlerin ein Jahrzehnt lang das Rasterelektronenmikroskop am Zoologischen Forschungsmuseum Alexander Koenig in Bonn, um den für das bloße menschliche Auge unsichtbaren Mikrokosmos von Insekten, Pflanzensamen, Amphibienlarven, Kristallen und Plankton zu erkunden. Ihr eigentliches Interesse galt dabei nicht dem wissenschaftlichen Objekt, sondern dem präzisen Abbild. Die durch die Verwendung des Rasterelektronenmikroskops gesteigerte, fast haptische Präsenz des Oberflächenreliefs ermöglicht das sinnliche Erlebnis organischer oder anorganischer Lebenswelten und die plastische Erfahrung abstrakter Bildräume.
Fährenkempers „Ahnengalerie des Mikrokosmos“, insbesondere ihre mikroskopischen Portraits von Insekten, führten schließlich zu ihren Portraits von Ritter- und Samurai-Rüstungen des europäischen und japanischen Kulturerbes des 16.–19. Jahrhunderts, die sie von 2010 bis 2019 in Museen weltweit fotografierte.
Ihre konzeptuell angelegten Werkserien zeigen Sujets ganz unterschiedlicher Thematik aus Natur, Technik, Wissenschaft und Kulturgeschichte, in denen sie ihre Objekte nach Form, Struktur, Volumen und Dimension befragt. Sie nutzt die Fotografie dazu, die Realität zu transformieren und fotografische Bilder zu produzieren, die Phänomene visualisieren, um ein vergleichendes Sehen zu ermöglichen.
Für Fährenkemper ist die Fotografie Medium einer tieferen Weltaneignung, die Fragen über unser Leben und Überleben aufzuwerfen mag.

## Ausstellungen
Fährenkempers Werk ist in zahlreiche Ausstellungen im In- und Ausland gezeigt worden.
Einzelausstellungen u. a.
- 2020 Stephen Bulger Gallery, Toronto, Kanada
- 2016 Pingyao International Photography Festival, China
- 2014 GoEun Museum of Photography, Busan, Korea
- 2008 Friedrich-Hundt-Gesellschaft im Stadtmuseum Münster
- 2007 Kunstmuseum Bonn
- 2006 Rencontres de la Photographie, Arles
- 2005 Galleri Image, Aarhus
- 2004 Alfred Ehrhardt Stiftung und Forum für Fotografie, Köln

Gruppenausstellungen u. a.
- 2021 Bucerius Kunst Forum, Hamburg
- 2020 Museum im Kulturspeicher Würzburg
- 2019 Donggang International Photography Festival, Korea
- 2018 Huis Marseille, Amsterdam
- 2018 National Gallery of Canada, Ottawa
- 2016 Photographische Sammlung der SK-Stiftung Köln
- 2010 Fotografische Sammlung der Kunstbibliothek der Staatlichen Museen zu Berlin und Alfred Ehrhardt Stiftung, Berlin
- 2010 NRW-Forum, Düsseldorf

## Arbeiten in Museen / Sammlungen
D Bundesministerium für Ernährung, Landwirtschaft und Verbraucherschutz, Berlin; Kreismuseum Peine; Hypo Vereinsbank, München; Sammlung Hans Hansen im Museum für Kunst und Gewerbe, Hamburg; Museum für Kunst und Kulturgeschichte, Dortmund; Sammlung Gerd Schnakenwinkel im Sprengel Museum, Hannover; Kunstmuseum Bonn; Rheinisches Industriemuseum, Oberhausen; Sammlung Fotografie der Staatlichen Museen zu Berlin; Photographische Sammlung der SK Stiftung Köln; Sammlung Schupmann, Bad Hersfeld; CH Musée de L’Élysée, Lausanne; CAN National Gallery of Canada, Ottawa; USA Portland Art Museum, Oregon; Martin Margulies, Miami; Santa Barbara Museum of Art, California; KOR GoEun Museum of Photography, BusanAuszeichnungen, Stipendien
- Seit 2017 Mitglied der Deutschen Gesellschaft für Photographie und der Deutschen Fotografischen Akademie
- 2016 Excellent Photographer Award beim Pingyao International Photography Festival, China
- 2011 Kunst-am-Bau-Wettbewerb des Bundesministeriums für Ernährung, Landwirtschaft und Verbraucherschutz, Berlin
- 2009 Fermynwoods Contemporary Art Stipendium in Kettering, England
- 2006 Nominierung für den No Limit Award, Rencontres de la Photographie, Arles, Frankreich

## Monographien
- 2022 Claudia Fährenkemper Kontextforschung / context research 1980–2022, Texte: Ludger Derenthal, Ulrika Evers, Martyna Lesniewska, Patrick Mangelsdorff, DCV books, Berlin, ISBN 978-3-96912-084-2
- 2009 Claudia Fährenkemper. Tagebau-Großgerät / Opencast Mining Machinery, Hrsg. Klaus Berner, Texte: Christoph Schaden und Daniel Stemmrich, Ausstellungskatalog Kunstverein Salzgitter
- 2008 Claudia Fährenkemper. IMAGO – Insect Portraits, Friedrich-Hundt-Gesellschaft, Münster, Art Galerie Siegen, Kunstverein Unna (Hrsg.), Texte: Sabina Lessmann und Olaf Breidbach, DruckVerlag Kettler, Bönen, ISBN 978-3-941100-09-1
- 2007 Glühwürmchen? Strahlentierchen? Königskerze? Wunderliche fotografische Portraits von Claudia Fährenkemper, Hrsg. Sabina Leßmann, Texte: Sabina Lessmann und Olaf Breidbach, Ausstellungskatalog Kunstmuseum Bonn, ISBN 3-929790-83-1
- 2007 Claudia Fährenkemper. Planktos, Hrsg. Natascha Mehlhop, Brussels Flamingo, Brussels, Text von Olaf Breidbach, Ausstellungskatalog DruckVerlag Kettler, Bönen, ISBN 978-3-939825-55-5
- 2004 Claudia Fährenkemper. Photomicrographs, Hrsg. Christiane Stahl, Alfred-Ehrhardt-Stiftung, Köln, Texte: Ann Thomas und Ludger Derenthal, Hatje Cantz Verlag, Ostfildern-Ruit, ISBN 3-7757-1456-1
- 1993 Claudia Fährenkemper. Fördergeräte im Braunkohlentagebau, Hrsg. Ulrika Evers, Texte: Claudia Gabriele Philipp und Reinhold Happel, Ausstellungskatalog Kreismuseum Peine